# زبان ایگبو
زبان ایگبو (ایگبو:Asụsụ Igbo) زبان سنتی مردمان ایگبو است در جنوب شرقی نیجریه می‌زیند. این زبان بیش از ۲۴ میلیون گویشور دارد. از زمان تسلط امپراتوری بریتانیا بر منطقه برای نگارش این زبان از الفبای لاتین بهره برده‌اند. این زبان بیش از ۲۰ گویش دارد.